# 民主社会主义者联盟
民主社会主义者联盟（德語：Bund Demokratischer Sozialisten，缩写为BDS）是奥地利历史上的一个不可能主义政党。该党的意识形态是不可能主义、社会主义、古典马克思主义、反列宁主义。该党是大不列颠社会党领导的世界社会主义运动的成员。